# Шамирханян, Тигран Авакович
Тигра́н Ава́кович Шамирханя́н (5 мая 1899 — 29 августа 1952) — советский актёр, режиссёр и педагог, народный артист Армянской ССР, основатель Ереванского театра юного зрителя.

## Биография
- 1908—1914 гг. — Армянская Нерсесяновская Семинария
- 1920—1921 гг. — Московская Армянская Драматическая студия
- 1920—1922 гг. — студент студии под управлением Хачатряна (Москва)
- 1920—1924 гг. — актёр Наркомпроса (Москва)
- 1924—1925 гг. — студент Государственного театра им. Мейерхольда (Москва)
- 1922—1937 гг. — выступал в составе театральной труппы
- 1929 г. — основатель и худрук Театра юного зрителя (Ереван)
- 1930—1934 гг. — факультет режиссуры Театрального института им. Луначарского (Москва)
- 1935—1938 гг. — педагог по актёрскому мастерству Государственного театрального техникума
- 1937—1940 гг. — директор и художественный руководитель Государственного театра им. Сундукяна
- С 1940 г. — директор и худрук Государственного театра Юного Зрителя им. А. И. Микояна
- 1949 г. — председатель Президиума Армянского Театрального Ообщества

## Награды
Награждён почетными грамотами, орденом «Знак Почёта» (24.11.1945), медалями «За оборону Кавказа» (1945 г.) и «За доблестный труд в Великой Отечественной войне» (1946 г.).

## Признание
- 1934 г. — Заслуженный деятель искусств Армянской ССР
- 1948 г. — доцент на кафедре актёрского мастерства Государственного Театрального Института. Позже — профессор кафедры актёрского мастерства
- 1949 г. — в связи с 20-летним юбилеем основания ТЮЗ-а (29.11.1929) присвоено звание Народного Артиста Арм ССР.

## Научные труды
- «Основы актёрского мастерства» (1938 г.)
- Автор многочисленных статей в журнале «Хорурдаин Арвест» («Советское Искусство») по вопросам режиссуры и актёрского мастерства.

## Роли в театре
- 1922 г. — «Лопнувший колокол» — Фавн
- 1922 г. — «Гибель Надежды» — Кобус
- 1922 г. — «Трактирщица» — Фабрицио
- 1923 г. — «Брак поневоле» — Сганарель
- 1923 г. — «Дон-Жуан» — Сганарель
- 1923 г. — «Слуга двух господ» — Труффальдино
- 1923 г. — «Чудо святого Антония» — Священник
- 1924 г. — «Мнимый больной» — Диафарус-сын
- 1924 г. — «Ревизор» — Бобчинский
- 1924 г. — «Потоп» — Чарли
- 1924 г. — «Укрощение строптивой» — Бионделло
- 1924 г. — «Освобожденный Дон-Кихот» — Санчо Панса
- 1922 г. — «Бронепоезд 14-69» (1928 г.) — китаец Син Би-Нью
- 1922 г. — «Пэпо» — Гико
- 1929 г. — «Ярость» — Дарчинян
- 1930 г. — «Первая Конная» — Митя
- 1930 г. — «В Кольце» — Чоуш
- 1931 г. — «Враги» — Вартан
- 1931 г. — «Темп» — Петя

## Фильмография
- Намус— Зурначи
- Шор и Шоршор— Ваган
- Хас-Пуш — Ахмед

## Режиссёр
- «Взрыв» (Смирнов) — первый спектакль I театрального сезона ТЮЗ-а (1929 г.)
- «Ярость» (А.Гулакян)
- «На заре» (Д.Демирчян)
- «Родные люди» (М.Кочарян)
- «Интервенция» (Н.Славин)
- «Когда поют петухи» (Ю.Юрьев)
- «Счастливое поколение» (А.Шайбан)
- «Каменный гость» (А.Пушкин)
- «Слуга двух господ» (Г.Гольдони)
- «Рыбаки» (Г.Гольдони)
- «Сон в летнюю ночь» (У.Шекспир)
- «Мнимый больной» (Ж.-Б. Мольер)
- «Гикор» (О. Туманян)
- «Счастливое поколение» (А. Шайбон)
- «Суворовцы» (А. Шайбон)
- «Молодая гвардия» (А.Тер-Овнанян и Р.Широян)
- «Хачатур Абовян» (Д.Газазян)
- «Снежок» (В. Любимов)

## Ученики
- Ерванд Манарян
- Грачья Капланян
- Эдгар Элбакян